# Kup europskih prvaka 1979./80. (vaterpolo)
Ovo je sedamnaesto izdanje Kupa europskih prvaka. Još u skupinama ispali su ČH Košice, Ethnikos, Alphen i OSLF Odense. Zatim se igrala završna skupina.
- 1. Vasas (Mađarska)
- 2. Partizan (Jugoslavija)
- 3. Spandau (Njemačka)
- 4. Montjuïc (Španjolska)

- sastav Vasasa (prvi naslov): Horváth, Banyai, Krieger, Budavari, Faragó, Gábor Csapó, György Kenéz, Dávid, Foldi, Gajdossy, Darida, Kijatz, Olveczky, Tory